# Paragetocera violaceipennis
Paragetocera violaceipennis là một loài bọ cánh cứng trong họ Chrysomelidae. Loài này được Zhang & Yang miêu tả khoa học năm 2004.